# Алегени (Калифорнија)
Алегени (енгл. Alleghany) насељено је место без административног статуса у америчкој савезној држави Калифорнија.

## Демографија
По попису из 2010. године број становника је 58.
| Група             | 2000.    | 2010.      |
| Белци             | 0 (0,0%) | 57 (98,3%) |
| Афроамериканци    | 0 (0,0%) | 0 (0,0%)   |
| Азијати           | 0 (0,0%) | 0 (0,0%)   |
| Хиспаноамериканци | 0 (0,0%) | 1 (1,7%)   |
| Укупно            | 0        | 58         |